# Badminton aux Jeux africains de 2003
Navigation
Édition suivante
Les compétitions de Badminton ont été organisées pour la première fois lors des Jeux africains de 2003.  

## Résumé des médailles
| Épreuves         | Or | Argent | Bronze |
| ---------------- | --- | --- | --- |
| Simple messieurs | Ocholi Edicha | Ola Fagbemi | Dotun Akinsanya Stephen Beeharry |
| Double messieurs | Orobosa Okuonghae / Ibrahim Adamu                                                                                                 | Abimbola Odejoke / Dotun Akinsanya | Eddy Clarisse / Stephen Beeharry Chris Dednam / Johan Kleingeld |
| Simple dames     | Grace Daniel | Michelle Edwards | Juliette Ah-Wan Chantal Botts |
| Double dames     | Michelle Edwards / Chantal Botts                                                                                                  | Grace Daniel / Susan Ideh | Juliette Ah-Wan / Shirley Etienne Marika Doubern / Antoinette Uys |
| Double mixte     | Chris Dednam /Antoinette Uys | Stewart Carson / Michelle Edwards | Abimbola Odejoke / Susan Ideh Orobosa Okuonghae / Grace Daniel |
| Équipes          | République sud-africaine Chantal Botts Stewart Carson Marika Doubern Chris Dednam Michelle Edwards Johan Kleingeld Antoinette Uys | Nigéria Kuburat Mumuni Dotun Akinsanya Prisca Azuine Grace Daniel Ola Fagbemi Susan Ideh Abimbola Odejoke Ocholi Edicha Orobosa Okuonghae | Île Maurice Shama Aboobakar Stephen Beeharry Eddy Clarisse Anusha Dajee Hyder Aboobakar Amrita Sawaram Seychelles Juliette Ah-Wan Georgie Cupidon Nicholas Jumaye Shirley Etienne Steve Malcouzane Catherina Paulin |

## Tableau des médailles
| Rang | Nation         | Or | Argent | Bronze | Total |
| ---- | -------------- | -- | ------ | ------ | ----- |
| 1    | Nigeria        | 3  | 4      | 3      | 10    |
| 2    | Afrique du Sud | 3  | 2      | 3      | 8     |
| 3    | Maurice        | 0  | 0      | 3      | 3     |
| 3    | Seychelles     | 0  | 0      | 3      | 3     |
|      | Total          | 6  | 6      | 12     | 24    |